# Никулино (Селивановский район)
Никулино — село в Селивановском районе Владимирской области России, входит в состав Малышевского сельского поселения.

## География
Село расположено в 16 км на юго-восток от центра поселения села Малышево и в 30 км на юг от райцентра рабочего посёлка Красная Горбатка.

## История
В писцовых книгах 1629-30 годов сельцо Никулино отмечено за Осминой Федоровичем Дурасовым и вдовой брата его с детьми. В окладных книгах 1676 года Никулино значится деревней в приходе погоста Георгиевского в Коробовщиках, в ней тогда было 2 двора помещиковых и 27 дворов крестьянских. В 1777 году на средства местного вотчинника Зиновия Тимофеевича Дурасова был построен каменный храм. Престолов в храме было два: главный во имя Спаса Нерукотворного образа, в приделе теплом в честь Рождества Пресвятой Богородицы. В конце XIX века приход состоял из села Никулина и деревень: Мордвинова, Пошатова, Анхимова, Парфеньева, Шушпанова, в которых по клировым ведомостям числилось 746 мужчин и 841 женщин. В Никулине имелась земская народная школа, учащихся в 1896 году было 45.
В конце XIX — начале XX века село входило с состав Драчёвской волости Меленковского уезда.
С 1929 года село являлось центром Никулинского сельсовета Селивановского района, позднее вплоть до 2005 года — в составе Драчевского сельсовета.

## Население
| 1859 | 1905 | 1926 | 2002 | 2010 | 2021 |
| ---- | ---- | ---- | ---- | ---- | ---- |
| 533  | ↘392 | ↗495 | ↘19  | ↘2   | ↗34  |

## Известные жители
Кружалов, Василий Иванович (1915—1977) — танкист, Герой Советского Союза (1945).

## Достопримечательности
В селе находится недействующая Церковь Спаса Нерукотворного Образа (1777).